# Else von Ruttersheim
Else von Ruttersheim, auch Else Polz von Ruttersheim und Else Schroth (* 29. März 1880 in Wien; † 1962 in Italien) war eine österreichische Schauspielerin.

## Leben
Else von Ruttersheim, Tochter eines österreichisch-ungarischen Generals, nahm bereits als junges Mädchen Gesangs- und Schauspielunterricht in Wien. Von einer Laienbühne wurde sie 1897 an das Prager Landestheater engagiert. Nach einer zweijährigen Tätigkeit dort folgten Gastspiele in Käthchen von Heilbronn, Der Königsleutnant und Die Geschwister und ein Wechsel an das Hoftheater Hannover, dem sie bis 1902 treu blieb. Später wirkte sie am Bürgertheater Wien (belegt ist hier das Jahr 1908). Während dieser Zeit trat sie auch als Stummfilmschauspielerin in Erscheinung.
Else von Ruttersheim war die Schwester der Sopranistin Gisela von Ruttersheim und die zweite Ehefrau des Schauspielers Heinrich Schroth. Aus dieser Ehe stammte der Schauspieler Carl-Heinz Schroth.

## Filmografie (Auswahl)
- 1913: Die Feuerprobe (Stummfilm)